# صياد الطوابين

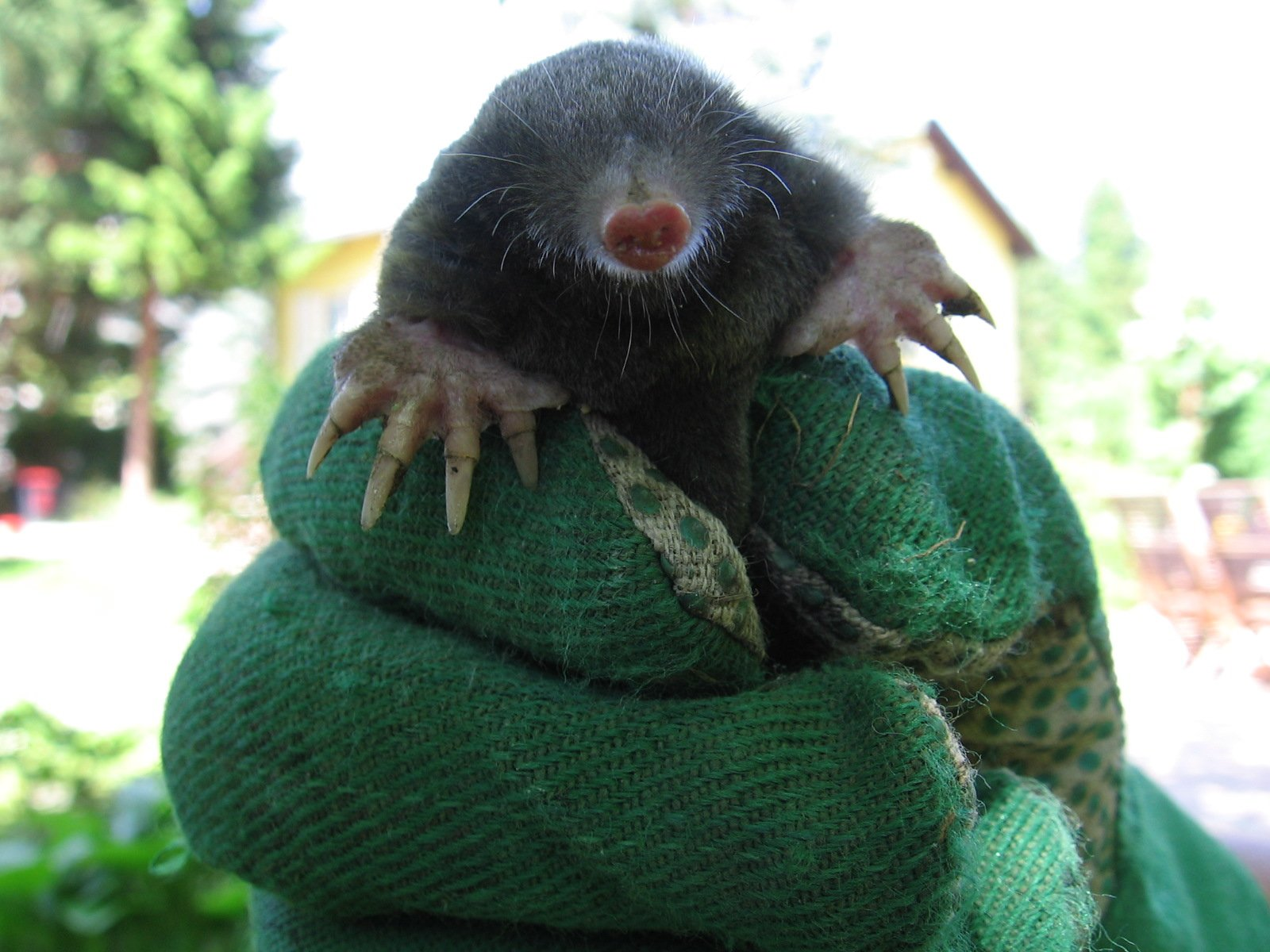
طوبين مصطاد

صياد الطَّوَابِين هو الشخص الذي يقوم بحبس أو قتل الطوابين في الأماكن التي تعتبر فيها هذا الحيوان مصدر إزعاج للمحاصيل أو الأعشاب أو الملاعب الرياضية أو الحدائق.
كشفت الحفريات في المواقع الرومانية القديمة عن أواني خزفية كانت موضوعة في الأرض. كانت الأواني مملوءة بالماء وكانت بمثابة فِخَاخ للطوابين. 

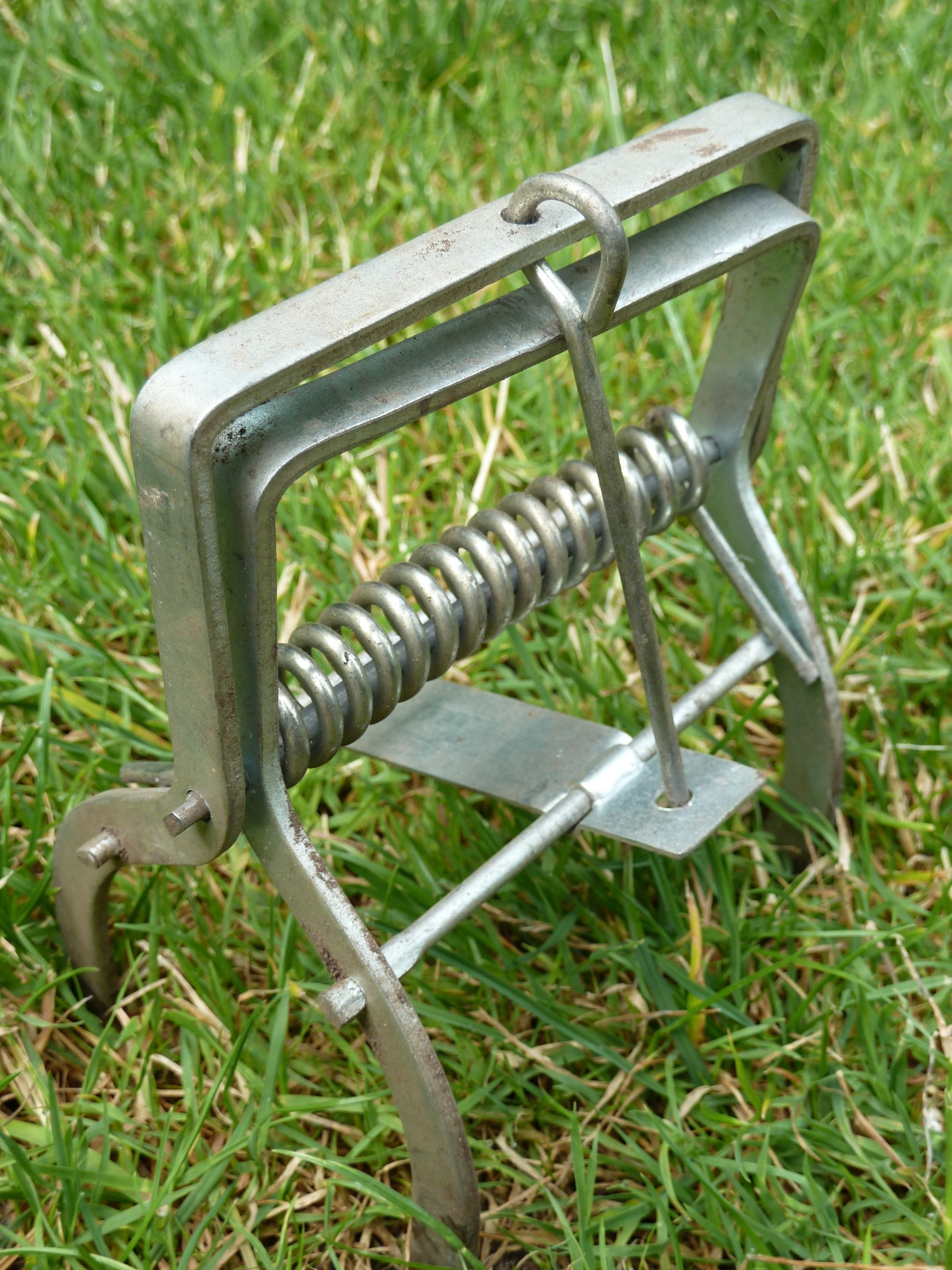
فخ الطوابين